# Oktober 1998
Dit artikel geeft een chronologisch overzicht van alle belangrijke gebeurtenissen per dag in de maand oktober van het jaar 1998.

## Gebeurtenissen

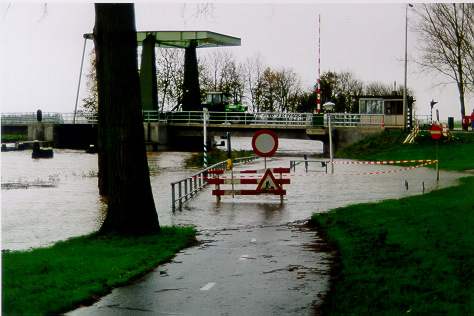
Wateroverlast in de noordoostpolder. 1998 is een uitzonderlijk nat jaar, waarin tweemaal op grote schaal wateroverlast ontstaat. De eerste wateroverlast is op 13 en 14 september in het zuidwesten van Nederland, de tweede op 27 en 28 oktober in het noordoosten van Nederland.

### 1 oktober
- Het Wye-akkoord voor een gedeeltelijke terugtrekking van het Israëlische leger uit de Westelijke Jordaanoever wordt gesloten.

### 2 oktober
- Bij de Wereldruiterspelen in Rome wint Nederland vier medailles: goud voor de vierspanners, zilver voor amazone Anky van Grunsven en de landenploeg dressuur, en brons voor vierspankoetsier Ton Monhemius.

### 3 oktober
- TMF Vlaanderen start zijn uitzendingen.
- De NAVO is klaar voor bombardementen op Servische doelen in Kosovo. De speciale Amerikaanse gezant Richard Holbrooke probeert de Joegoslavische president Slobodan Milošević tot concessies inzake Kosovo te bewegen.

### 6 oktober
- Het RPF-Kamerlid Leen van Dijke krijgt 300 gulden boete van de rechtbank wegens het beledigen van homoseksuelen. Van Dijke had de homoseksuele praktijk vergeleken met het plegen van fraude.
- Ziekenhuizen besluiten voortaan een eigen CAO te gaan afsluiten. De verpleeghuizen zullen later hetzelfde doen.
- Op de boekenbeurs van Frankfurt is de neergesabelde debutante Elle Eggels de grote hype, krijgt de Portugese romancier José Saramago de Nobelprijs, viert Salman Rushdie dat de Iraanse regering niet meer zal aandringen op uitvoering van de fatwa, en spreekt Martin Walser bij de ontvangst van de Vredesprijs een controversieel dankwoord uit waarin hij pleit voor een normalisering van de omgang met het Duitse verleden.
- Bij de WK wielrennen in Valkenburg verovert Leontien van Moorsel twee medailles: goud bij het tijdrijden en zilver in de wegwedstrijd achter de Litouwse Ziloete. Bij de mannen gaan de titels respectievelijk naar de Spanjaard Abraham Olano en de Zwitser Oscar Camenzind. Michael Boogerd wordt in de wegwedstrijd vlak voor het einde getroffen door een lekke band.

### 7 oktober
- Matthew Shepard wordt in Wyoming zwaar mishandeld vanwege zijn homoseksualiteit, en overlijdt vijf dagen later in het ziekenhuis.
- Het Centraal Orgaan opvang Asielzoekers bouwt in Leiden een tent voor asielzoekers die op wachtlijsten voor reguliere centra staan. Ook in Ermelo, Heumensoord en Roermond komen tenten. In de Kamer worden heftige debatten gevoerd over het asielbeleid.

### 8 oktober
- Nederland krijgt vanaf 1 januari 1999 voor twee jaar een zetel in de VN-Veiligheidsraad.

### 9 oktober
- Als derde president in de Amerikaanse geschiedenis wordt Bill Clinton onderworpen aan een impeachment-onderzoek, dat kan leiden tot zijn afzetting.

### 10 oktober
- In de eerste wedstrijd sinds het WK voetbal 1998 in Frankrijk wint het Nederlands elftal met 2-0 van Peru. Het vriendschappelijke duel in het Philips Stadion in Eindhoven is tevens de eerste onder leiding van de nieuwe bondscoach Frank Rijkaard. Hij stuurt één debutant het veld in: Jeffrey Talan van sc Heerenveen.
- De Italiaanse premier Romano Prodi treedt af na een vertrouwensstemming in de Kamer van Afgevaardigden, die hij één stem verschil verliest. De linkse leider Massimo D'Alema volgt hem op.

### 12 oktober
- Voormalig beurslieveling Baan zegt in de rode cijfers te zullen komen door de slechte marktomstandigheden. De koers van het softwarebedrijf zakt met 40 procent in. Twee weken later kondigt Baan forse reorganisaties aan. Beleggers in de Verenigde Staten stappen naar de rechter omdat ze zich bedonderd voelen.
- Lindsay Davenport lost Martina Hingis na tachtig weken af als de nieuwe nummer één op de wereldranglijst der proftennissters; de Amerikaanse moet die positie na zeventien weken echter alweer afstaan aan haar Zwitserse collega.

### 13 oktober
- De Joegoslavische president Slobodan Milošević stemt in met de stationering van 2.000 waarnemers van de OVSE, die in Kosovo moeten toezien op naleving van een resolutie van de Veiligheidsraad. De NAVO trekt later de dreiging van luchtaanvallen in.
- Amusementsconcern Endemol verkoopt zijn theateractiviteiten zoals musicals en ShowbizCity aan Endemol-bestuurder Joop van den Ende. De activiteiten die een kwart van de omzet uitmaken, zijn te risicovol.
- De Fiscale Inlichtingen- en Opsporingsdienst doet een inval bij Feyenoord. De fiscus verdenkt de Rotterdamse voetbalclub van belastingontduiking, fraude en valsheid in geschrifte bij de transfer van spelers.
- Het Nederlands elftal speelt met 0-0 gelijk in een vriendschappelijke wedstrijd tegen Ghana. Bondscoach Frank Rijkaard stuurt in Arnhem drie debutanten het veld in: Oscar Moens (AZ Alkmaar), Kees van Wonderen (Feyenoord) en Martijn Reuser (Vitesse).

### 15 oktober
- De Van Nellefabriek in Rotterdam krijgt een nieuwe bestemming als 'ontwerpfabriek', een verzamelgebouw voor bedrijven in de culturele sector.

### 16 oktober
- De Britse politie plaatst generaal Augusto Pinochet onder huisarrest tijdens diens medische behandeling in het land.
- De Noord-Ierse politici John Hume en David Trimble wordt de Nobelprijs voor de Vrede toegekend.
- Dichteres M. Vasalis (pseudoniem van Margaretha Droogleever Fortuyn-Leenmans) sterft op 89-jarige leeftijd en laat een klein oeuvre na, waaraan sinds 1954 niets was toegevoegd.

### 18 oktober
- Door de explosie van Jesse in Nigeria komen 1.082 mensen om het leven, waarmee het een van de dodelijkste explosies ooit is. De stad Jesse ligt ongeveer 290 km zuidoostelijk van Lagos. De explosie vond plaats na een lekkage waarbij brandstof vrijkwam. Waarschijnlijk heeft een brandende sigaret de explosie veroorzaakt.
- Britse autoriteiten houden de voormalige Chileense dictator Augusto Pinochet aan na een officieel verzoek daartoe van de Spaanse justitie.

### 19 oktober
- De Amerikaanse justitie opent de aanval op Microsoft, dat misbruik gemaakt zou hebben van zijn dominante marktpositie. De bij het begin van het proces afwezige topman Bill Gates wordt verdacht van meineed.
- Bokser Mike Tyson krijgt van de sportcommissie van Nevada zijn proflicentie terug. De Amerikaan was geschorst omdat hij tijdens een wereldtitelgevecht in juni 1997 tegenstander Evander Holyfield in het oor beet.

### 21 oktober
- Het kabinet stelt vijftig tot honderd waarnemers beschikbaar voor het toezicht op het naleven van de afspraken in Kosovo.

### 22 oktober
- Vroegere dienstplichtigen die de militaire dienst hebben geweigerd om economische redenen hoeven niet meer naar de gevangenis, zo beslist het gerechtshof in Arnhem.
- De winst van Philips is in het derde kwartaal met 38 procent gedaald. De samenwerking met het Amerikaanse Lucent op het gebied van mobiele telefonie heeft een verlies opgeleverd van 750 miljoen gulden, en wordt ontbonden.

### 23 oktober
- ECB-president Wim Duisenberg uit kritiek op de financiële plannen van de nieuwe rood-groene coalitie in Duitsland. Aanstaand minister van Financiën Oskar Lafontaine wil daar namelijk meer invloed op het monetaire beleid van de Bundesbank.
- Mary Servaes, bekend als Zangeres zonder Naam en koningin van hetlevenslied, overlijdt op 79-jarige leeftijd.

### 24 oktober
- De Israëlische premier Benjamin Netanyahu en de Palestijnse leider Yasser Arafat tekenen in de VS een akkoord na ruim een week van intensieve onderhandelingen, waarbij Israël land geeft aan de Palestijnen in ruil voor meer veiligheid.

### 25 oktober
- Op de Duitse waddenzee, ter hoogte van het eiland Amrum, vliegt het vrachtschip Pallas in brand en slaat lek. Het schip was geladen met hout en olie. In totaal stroomt zo'n 40.000 liter olie in zee, waardoor tienduizenden vogels besmeurd raken.

### 27 oktober
- Het noorden en oosten kampt met wateroverlast en overstromingen door zware regenval en storm. In Groningen worden na overstromingen bewoners geëvacueerd. De oogst van aardappelen kan niet worden binnengehaald. Het kabinet besluit opnieuw de Wet Tegemoetkoming Schade bij Rampen toe te passen.
- De Rekenkamer verwijt paars-I willens en wetens informatie over Schiphol die niet strookte met het plan om de nationale luchthaven te laten groeien achter te hebben gehouden.

### 28 oktober
- De opbrengst van de 'pluk-ze'-wetgeving, waarmee de crimineel verworven winst wordt afgeroomd, valt tegen, zo blijkt. In de afgelopen vijf jaar 20 miljoen gulden waar was gerekend op 112 miljoen gulden. Geschatte kosten voor de uitvoering van deze wet: ruim 120 miljoen gulden.

### 29 oktober
- Door overvloedige regenval in het noorden van Nederland stijgt het water in een aantal vaarten en kanalen zodanig dat gevreesd wordt voor overstromingen. Om de nood te keren wordt besloten rond 16.00 uur de dijk van het A.G. Wildervanckkanaal en van het Meedenerdiep door te steken, waardoor de Tussenklappenpolder onder water loopt.
- Spaceshuttle Discovery wordt gelanceerd met de 77-jarige John Glenn aan boord, waardoor die laatste op dat moment de oudste persoon ooit in de ruimte is.
- De Zuid-Afrikaanse waarheids- en verzoeningscommissie maakt haar eindrapport bekend. Behalve voor het ANC bevat het rapport ook belastende passages voor ex-president Pik Botha.
- Het Haags Gemeentemuseum wordt heropend na een ingrijpende renovatie.

### 31 oktober
- Minister Els Borst (Volksgezondheid) en voorzitter Minderhoud van de artsenorganisatie KNMG kondigen aan de artsenopleiding te gaan herzien. Die duurt te lang en is te specialistisch.

<< · januari · februari · maart · april · mei · juni · juli · augustus · september · oktober · november · december · >>